# Monastère de Kerá Kardiótissa
Pour les articles homonymes, voir Kera et Kardiótissa.
Le monastère marial de Kerá Kardiótissa (grec moderne : Μονή Κεράς Καρδιώτισσας, Μονή Παναγίας Κεράς, Moní Kerás Kardiótissas, Moní Panagías Kerás), est situé en Crète, dans le village de Kerá sur le versant nord du mont Dicté, à une cinquantaine de kilomètres d'Héraklion.

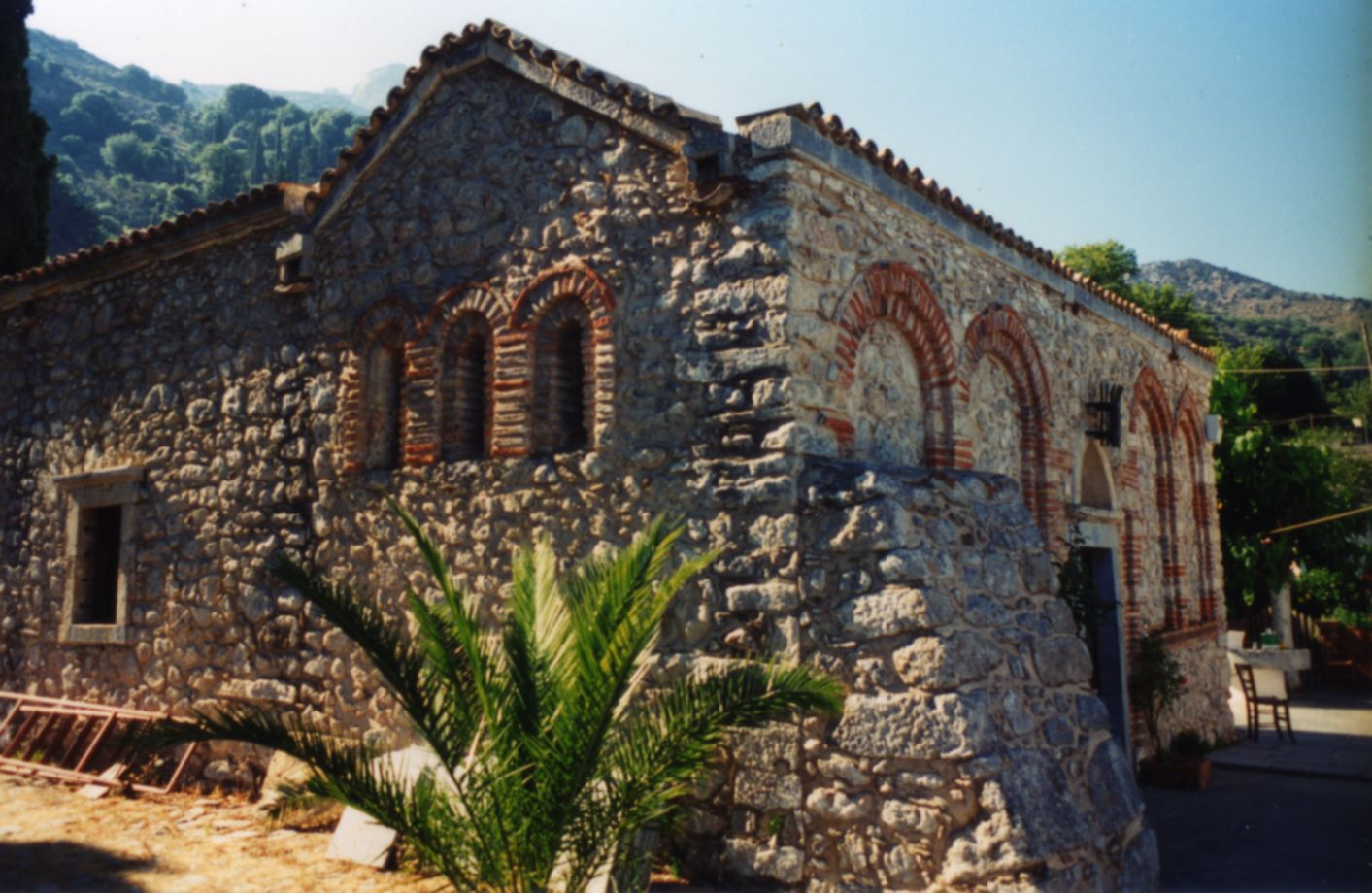
L'arrière de l'édifice

## Histoire
La date précise de la fondation du monastère est inconnue, mais il en est fait mention dans des manuscrits datant du XIVe siècle. D'après les documents du codex du monastère, il semble qu'il faisait à l'origine partie du monastère d'Agarathos. Il a ensuite été rénové par les frères Manganari et est devenu un monastère de croisés. 

## Architecture

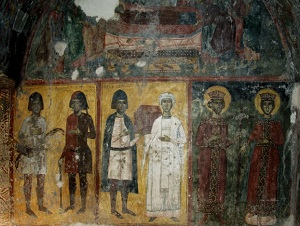
Fresques du monsatère de Kéra Kardiótissa.

L'église se compose d'un vestibule (narthex), d'une salle principale, d'une petite chapelle latérale et du chœur, qui formait à l'origine la seule partie d'une petite chapelle d'une seule pièce. Egalement du 14ème siècle, les fresques se caractérisent par des couleurs vives et contrastées. et sont parmi les mieux conservées de Crète. 
À l'époque où la Crète appartenait à l'Empire ottoman (du XVIIe au XIXe siècle), le monastère servait de lieu de rencontre secret et d'école pour la population grecque.

## Légende
Le monastère est nommé d'après une très ancienne icône de la Mère de Dieu Kardiótissa. Selon une légende, l'icône aurait été volée par les Turcs et emmenée à Constantinople, puis serait revenue d'elle-même au monastère[réf. nécessaire]. Selon d'autres sources, l'icône aurait été volée au monastère en 1498 par un marchand de vin grec et transférée à l'église Saint-Matthieu dans la rue Merulana à Rome. En 1866, elle aurait à nouveau transférée à l'église Saint-Alphonse à l'Esquilin. L'icône actuelle de la Vierge Marie dans le monastère est une copie de cette icône, peinte en 1735. Même cette copie est considérée comme miraculeuse.

## Statut
Le complexe monastique est une destination d'étape prisée des touristes en voyage vers le plateau du Lassíthi, situé à quelques kilomètres seulement.